# 11669 Pascalscholl
11669 Pascalscholl este un asteroid din centura principală de asteroizi.

## Descriere
11669 Pascalscholl este un asteroid din centura principală de asteroizi. A fost descoperit pe 7 decembrie 1997 la Caussols, în cadrul proiectului ODAS. Asteroidul prezintă o orbită caracterizată de o semiaxă mare de 2,44 ua, o excentricitate de 0,09 și o înclinație de 1,3° în raport cu ecliptica.